# Geometridae
Bướm đêm geometer là loài bướm đêm thuộc họ Geometridae thuộc bộ côn trùng Lepidoptera, loài bướm đêm và bướm. Đây là một họ rất lớn gồm khoảng 35.000 loài đã được miêu tả, với hơn 1.400 loài trong 6 phân lớp bản xứ ở Bắc Mỹ). Loài nổi tiếng là Biston betularia (bướm muối tiêu), là đối tượng của các nghiên cứu về gen. Nhiều loài khác là động vật gây hại.

## Phân loại
Các phân họ:
Larentiinae - khoảng 5.800 loài. Có thể là một họ riêng biệt.
Sterrhinae - Khoảng 2.800, chủ yếu ở vùng nhiệt đới. Có thể cùng họ với Larentiinae.
- Cyclophora albipunctata
- Cyclophora porata
- Cyclophora punctaria
- Idaea aversata
- Idaea biselata
- Idaea dimidiata
- Idaea emarginata
- Idaea filicata
- Idaea fuscovenosa
- Idaea inquinata
- Idaea muricata
- Idaea ochrata
- Idaea rusticata
- Idaea seriata
- Lythria cruentaria (trước đây trong phân họ Larentiinae)
- Rhodometra sacraria
- Rhodostrophia vibicaria
- Scopula decorata
- Scopula floslactata
- Scopula imitaria
- Scopula immorata
- Scopula immutata
- Scopula marginepunctata
- Semiothisa zachera
- Timandra comae
- Timandra griseata

Desmobathrinae -
Geometrinae -
Archiearinae - 12 loài.
- Archiearis infans (Möschler, 1862)
- Leucobrephos brephoides (Walker, 1857)

Oenochrominae - trong một số cách phân loại như "wastebin taxon" đối với chi thì khó xếp vào các nhóm khác.
Alsophilinae - một vài chi, là tác nhân rụng lá, có thể thuộc phân họ Ennominae, tông Boarmiini.
- Alsophila aescularia
- Alsophila pometaria

Ennominae - khoảng 9.700 loài.
Các chi incertae sedis gồm:
- Dichromodes
- Nearcha

## Cước chú
1. 1 2  http://bugguide.net/node/view/188
2. ↑  Õunap et al. (2008)
3. 1 2  Young (2008)